# David Brown (filmproducent)
David Brown, född 28 juli 1916 i New York i New York, död 1 februari 2010 på Manhattan i New York, var en amerikansk filmproducent. 
Brown var bland annat verkställande producent för filmen Maktspel (1996) och exekutiv producent för filmen Sssssss (1973). Han nominerades till en Oscar fyra gånger, för Hajen (1975), Domslutet (1982), På heder och samvete (1992) samt Chocolat (2000).

## Filmografi

### Producent
- 1974 – Den svarta väderkvarnen
- 1974 – The Sugarland Express
- 1975 – Hajen
- 1978 – Hajen 2
- 1980 – Fruktans ö
- 1981 – Grannarna
- 1982 – Domslutet
- 1985 – Cocoon – djupets hemlighet
- 1985 – Target - livsfarlig måltavla
- 1988 – Cocoon – återkomsten
- 1990 – Kvinnor och män. En hektisk natt
- 1990 – Kvinnor och män. Kullar som vita elefanter
- 1990 – Kvinnor och män. Mannen på tåget
- 1991 – Män och kvinnor. Mara - glädjeflickan
- 1991 – Kvinnor och män. Tillbaka till Kansas
- 1992 – På heder och samvete
- 1992 – Spelaren
- 1993 – Älska igen
- 1995 – Canadian Bacon
- 1997 – Och han älskade dem alla
- 1997 – Helgonet
- 1998 – Deep Impact
- 1999 – Ängeln på sjunde trappsteget
- 2000 – Chocolat
- 2001 – I spindelns nät

### Medproducent
- 1973 – Sssssss
- 1993 – Rich in Love
- 1996 – Maktspel
- 2000 – Up at the Villa
- 2001 – Enigma
- 2002 – Mister Ernest